# Capelle-lès-Hesdin
Capelle-lès-Hesdin är en kommun i departementet Pas-de-Calais i regionen Hauts-de-France i norra Frankrike. Kommunen ligger i kantonen Hesdin som tillhör arrondissementet Montreuil. År 2022 hade Capelle-lès-Hesdin 491 invånare.

## Befolkningsutveckling
Antalet invånare i kommunen Capelle-lès-Hesdin
| Referens: INSEE |